# Кривая Поляна
Кривая Поляна — село в Острогожском районе Воронежской области.
Административный центр Кривополянского сельского поселения.

## География

### Улицы
| - ул. Березовая - ул. Колодезная - ул. Колхозная - ул. Новый Городок - ул. Школьная | - пер. Колхозный 1-й - пер. Колхозный 3-й - пер. Колхозный 4-й - пер. Пролетарский - пер. Школьный |

## История
Первые поселенцы появились здесь в первой половине XVIII века и были выходцами из Острогожска. В 1767 году в Кривой Поляне было 17 дворов. К началу XX века в Кривой Поляне было 118 дворов, проживало 712 человек, за которыми было закреплено 1736 десятин земли и 211 десятин леса. 
Во времена СССР В селе имелся колхоз, названный по имени села «Кривополянский» и работала восьмилетняя школа. В настоящее время это Кривополянская средняя общеобразовательная школа.
В селе установлен памятник землякам, погибшим в годы Великой Отечественной войны.

## Население
| 1859 | 1897 | 2000 | 2005 | 2010 |
| ---- | ---- | ---- | ---- | ---- |
| 731  | ↗743 | ↘395 | ↘364 | ↘330 |